# Ametralladora Besa
La ametralladora Besa fue la versión británica de la ametralladora checoslovaca ZB-53 (llamada también Modelo 37 en algunos países) y empleada como armamento para tanques en la Segunda Guerra Mundial. Su nombre proviene de la empresa que compró la licencia y produjo la ametralladora en el Reino Unido - la Birmingham Small Arms Company (BSA).
La ametralladora entró en servicio porque se buscaba un arma enfriada por aire, en consecuencia más ligera, para reemplazar a la Vickers.

## Historia y desarrollo

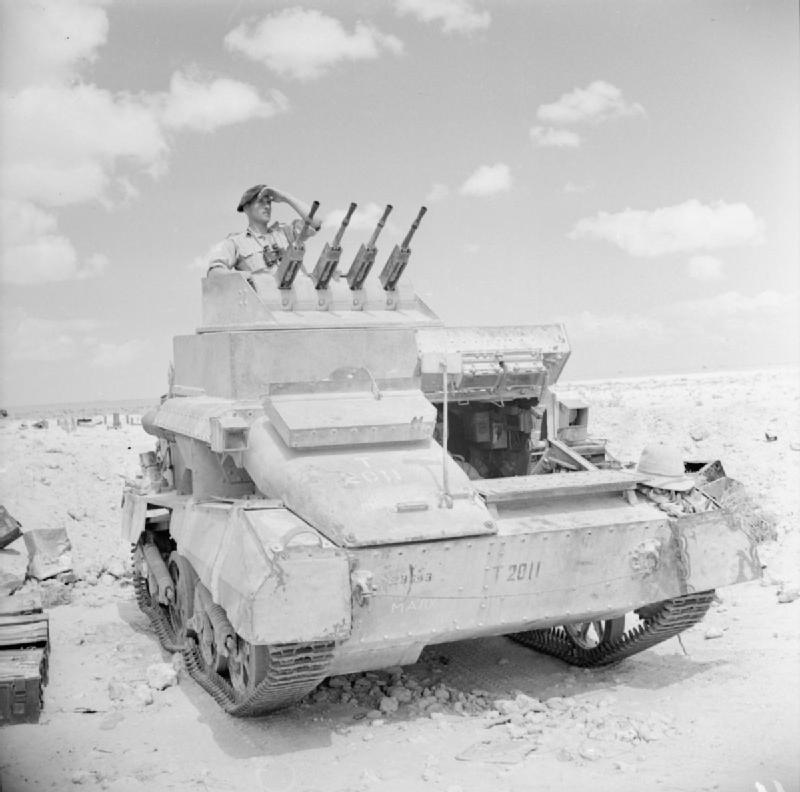
Un Vickers Light Tank AA Mk I, armado con una batería de cuatro ametralladoras Besa.

En 1937 la BSA firmó un acuerdo con la fábrica de armas Zbrojovka Brno, que le permitía fabricar bajo licencia la ametralladora ZB-53 calibre 7,92 en el Reino Unido. El War Office encargó la ametralladora en 1938 y la producción empezó en 1939. A pesar de emplear el cartucho 7,92 x 57 en lugar del 7,70 x 56 R, fue adoptada con su calibre original. Esto hizo que el suministro de munición para las ametralladoras del Royal Armoured Corps fuera más complicado, ya que la Besa era el armamento secundario de todos los tanques que el Ejército británico utilizó durante la Segunda Guerra Mundial.
Sin embargo, la BSA y los representantes del Ministerio de Suministros consideraron que era más práctico dejar la ametralladora con su calibre original, frente a modificar las máquinas-herramienta y otras maquinarias para producir la ametralladora calibrada para el cartucho con pestaña .303 British, además que la línea de suministro del Royal Armoured Corps estaba separada de las otras unidades del Ejército británico. En caso de emergencia, la Besa podía emplear munición alemana capturada porque disparaba el mismo cartucho que el fusil Mauser Kar 98k y las ametralladoras MG34 y MG42. 
La versión Mark II entró en servicio en 1940. Disponía de un selector para una cadencia alta (unos 800 disparos/minuto) o baja (unos 500 disparos/minuto). Conforme la guerra avanzaba, el diseño fue modificado para ahorrar recursos y aumentar la producción. En agosto de 1943 entraron en servicio tres modelos simplificados: Mark II*, Mark III y Mark III*. El Mark II* era un modelo de transición diseñado para usar las nuevas piezas simplificadas, pero era retrocompatible con el Mark II. Las versiones Mark III y Mark III* descartaron el selector de cadencia y simplificaron sus piezas al igual que el Mark II*, pero no eran retrocompatibles con el Mark II. El Mark III tenía una cadencia de 750-850 disparos por minuto y el Mark III* tenía una cadencia de 450-550 disparos/minuto.
Los modelos iniciales Mark I, Mark II, y Mark II* de la Besa fueron declarados obsoletos en 1951 y todos los modelos Mark II fueron modificados a Mark III*. El Mark III/2, introducido en 1952, era una conversión del Mark III* que tenía un nuevo sistema de montaje y una nueva cubierta del cajón de mecanismos. El siguiente Mark III/3, introducido en 1954, era una conversión del Mark III/2 que reemplazó el cañón y su funda, además de tener un cilindro de gases con tomas de mayor diámetro para poder disparar cintas con cartuchos mezclados. Los modelos de posguerra Mark III/2 y Mark III/3 continuaron en servicio hasta finales de la década de 1960.

## Ametralladora Besa de 15 mm
La BSA también desarrolló una versión calibre 15 mm más grande y pesada (57 kg) a partir de la ametralladora pesada checoslovaca ZB vz. 60, como armamento para tanques. Podía disparar en modo semiautomático, así como automático. Fue empleada a bordo del tanque ligero Mk VI C y de automóviles blindados como el Humber Mk I. Se fabricaron más de 3.200 Besa 15 mm, hasta que fue declarada obsoleta en 1949. Disparaba el cartucho 15 x 104, que montaba una bala de 75 g y tenía una velocidad de 818,3 m/s, con una cadencia de 450 disparos/minuto. Unas cuantas ametralladoras ZB-60 también fueron empleadas por el Waffen-SS, pero principalmente con la munición de la ametralladora pesada MG 151/15, que era ligeramente más corta y su casquillo medía 101 mm. La Besa Mk I de 15 mm era alimentada mediante cintas de eslabón metálico de 25 cartuchos, que limitaban su cadencia de disparo, aunque por lo general era disparada en modo semiautomático debido a que era difícil apuntar con precisión al disparar en modo automático.